# کاپاندریتی
کاپاندریتی (به لاتین: Kapandriti) یک شهرک در یونان است که در Oropos Municipality واقع شده‌است.